# Groot Desseyn
Het Groot Desseyn was een plan van de West-Indische Compagnie om de Spaans-Portugese macht in het Atlantische gebied te breken en er een net zo lucratieve handel op te zetten als in Oost-Indië. Hiertoe moesten de Portugese slavenforten op de westkust van Afrika en de Portugese plantagegebieden langs de oostkust van Zuid-Amerika worden veroverd.

## Geschiedenis
Nadat het Twaalfjarig Bestand in 1621 was afgelopen, werd op 3 juni van dat jaar de West-Indische Compagnie opgericht. In oktober 1623 werd het Groot Desseyn uitgewerkt, dat voorzag in een grootscheepse aanval op de Portugese bezittingen in Afrika en Zuid-Amerika. 
Jacob Willekens veroverde daarop de hoofdstad van Portugees-Brazilië, Salvador da Bahia, in mei 1624. Zijn ondergeschikte Piet Hein vertrok daarna naar Luanda, de hoofdstad van Portugees-Angola, om ook deze in te nemen. Dit mislukte omdat vier maanden eerder Filips van Zuylen ook al had geprobeerd Luanda voor de Nederlanders in te nemen en had opgeschept over de grote vloot van Piet Hein die later zou volgen. Dit gaf de Portugezen genoeg tijd om versterkingen op te werpen.
Intussen verliep het een en ander in Brazilië ook niet vlekkeloos. De aanvoerder van de Nederlandse strijdkrachten die waren achtergebleven, Jan van Dorth, was in Brazilië overleden, en werd vervangen door de broers Allert en Willem Schouten, die een reputatie hadden voor dronkenschap en tactische onbekwaamheid. Het grootste deel van de vloot die Bahia had ingenomen was intussen vertrokken, ofwel naar Luanda, of naar de Republiek. De Spaans-Portugese vloot wachtte niet met reageren en stelde haar grootste Atlantische vloot tot dan toe samen, bestaande uit 12.000 man, vastbesloten om Bahia te heroveren. Dit lukte in mei 1625. Vooralsnog was het Groot Desseyn dus op een mislukking uitgelopen.
Gedesillusioneerd legde de WIC zich vervolgens toe op de kaapvaart. Dit lukte aanvankelijk redelijk, maar bewees pas echt zijn waarde toen Piet Hein in 1628 de Spaanse zilvervloot wist te veroveren. Opeens had de WIC genoeg geld in kas. In 1630 lukte het dan ook om vaste voet aan wal te krijgen in Brazilië, weliswaar niet in de hoofdstad Bahia, maar iets noordelijker bij Recife, het hart van de Braziliaanse suikerplantages. In 1637 werd Elmina op de Goudkust veroverd, nadat in 1627 Gorée en in 1633 Arguin al definitief in Nederlandse handen waren gevallen. In 1641 werd uiteindelijk de Luanda-Angolakust veroverd, waarmee Portugees-Brazilië door een gebrek aan aanvoer van slaven in grote problemen kwam.
De oorlog kostte echter veel geld en de Portugese elite in Brazilië zat niet op de Nederlandse kolonisten te wachten. Aan het einde van het octrooi, in 1647, stond de WIC er slecht voor. Er werd een doorstart gemaakt met 1,5 miljoen gulden van de VOC. De Staten-Generaal zouden voortaan de oorlogshandelingen in Brazilië betalen. Door het sluiten van de Vrede van Münster een jaar later was het niet langer mogelijk Spaanse schepen te kapen. Intussen werd de situatie in Brazilië steeds nijpender, waardoor in 1654 de kolonie definitief door de Portugezen werd heroverd. Het Groot Desseyn was mislukt.